# Monarchy
Monarchy es un dúo de música electrónica integrado por Andrew Armstrong y Ra Black. El grupo nacido en Londres en el año 2009 fue inicialmente conocido como Milke.

## Historia
En noviembre de 2009 la página web del diario The Guardian nombró a Monarchy como "Grupo del Día". El sencillo "Gold in the Fire" fue publicado el 1 de febrero de 2010 por Neon Gold Records, el cual contenía además "Black, the Colour of My Heart". Han creado remixes para Ellie Goulding, Kelis, Lady Gaga, Marina and the Diamonds, Jamiroquai, Kylie Minogue, Orchestral Manoeuvres in the Dark y Fyfe Dangerfield.
Su primera actuación en directa fue retransmitida al espacio exterior desde Cabo Cañaveral en junio de 2010, lo que hizo de Monarchy la primera banda en emitir el vivo al espacio. Durante 2010 actuaron en múltiples lugares de Londres y Reino Unido, incluyendo XOYO y HMV Forum; y festivales como Big Chill, Popaganda (Suecia), Bestival, Eurosonic Festival (Países Bajos), MIDEM (Francia), así como en París, Dijon, Rouen, Ámsterdam y otros lugares de Europa. En 2011 actuaron en el Festival de la Músuca y de las Artes de Coachella Valley, el Together Winter Music Festival o el Hay Festival and Melt! entre otros.
Después de firmar con Mercury Records en febrero de 2010, Monarchy tenía previsto lanzar su primer álbum homónimo en agosto de 2010. Sin embargo el dúo abandonó Mercury Records meses después y el lanzamiento fue cancelado. Su primer álbum de estudio fue finalmente publicado el 11 de julio de 2011 por la firma independiente 100% Records con un nuevo título, Around the Sun, el cual incluyó algunas variaciones en el listado de temas. The Guardian dio al nuevo álbum una puntuación de 3 sobre 5 y afirmó que "muchas de las letras son un disparate [...] pero contiene muchas satisfacciones". NME puntuó al álbum con 5 sobre 10, comparando el trabajo de Monarchy con grupos como Hurts, The Sound of Arrows y Steps. El sitio web especializado Popjustice situó a Around the Sun at number en el número 14 de los mejores álbumes de 2011. La canción "The Phoenix Alive" fue incluida en el videojuego FIFA 12 de EA Sports con un remix de Kris Menace.
En enero de 2013 Monarchy lanzó por Internet el sencillo "Disintegration" con la participación de Dita Von Teese, artista que también aparece en el videoclip. El siguiente lanzamiento se produjo en abril de 2014, con el sigle "Living Without You". Su EP Almost Human fue publicado oficialmente el 8 de septiembre de 2014, después de un prelanzamiento exclusivo en la página web de Vibe el 15 de agosto. Su segundo álbum de estudio, Abnocto se lanzó el 6 de marzo de 2015 por la discográfica Hacan Sounds. Previamente, en enero de 2015, se había publicado el sencillo "Dancing in the Corner".
Durante 2016 el grupo actuó en varios festivales desde los españoles Arenal Sound, Mad Cool Festival y Low Cost Festival hasta Corea del Sur Pentaport Rock Festival.
En 2018 Monarchy sacan su siguiente sencillo Hula Hoop que alcanza millones de escuchas en plataformas digitales, siendo el tema más escuchado hasta la fecha. El tema se hace con el prestigioso premio 40 principales a mejor "artista trending"
En 2019 la banda lanza su último disco Mid:Night (Warner que cuenta con 7 canciones, compuestas, grabadas y producidas por el propio grupo (Ra Black y Andrew Armstrong), entre las que se incluyen “Hula Hoop 8000”, “mid:night”, y “Deep Cut”, publicadas durante los últimos meses y con las que han sumado más de 8 millones de reproducciones en plataformas digitales. Además el disco cuenta con la colaboración visual del artista Kidmograph.
Durante 2018 y 2019 la banda ha gira por toda Europa con shows desde Praga hasta Londres donde colgaron cartel de agotado, pasando por Bélgica, Holanda, Ucrania, Francia y ha sido parte de festivales tan importantes como Reading & Leeds, Atlas Festival, FIB etc.

## Discografía

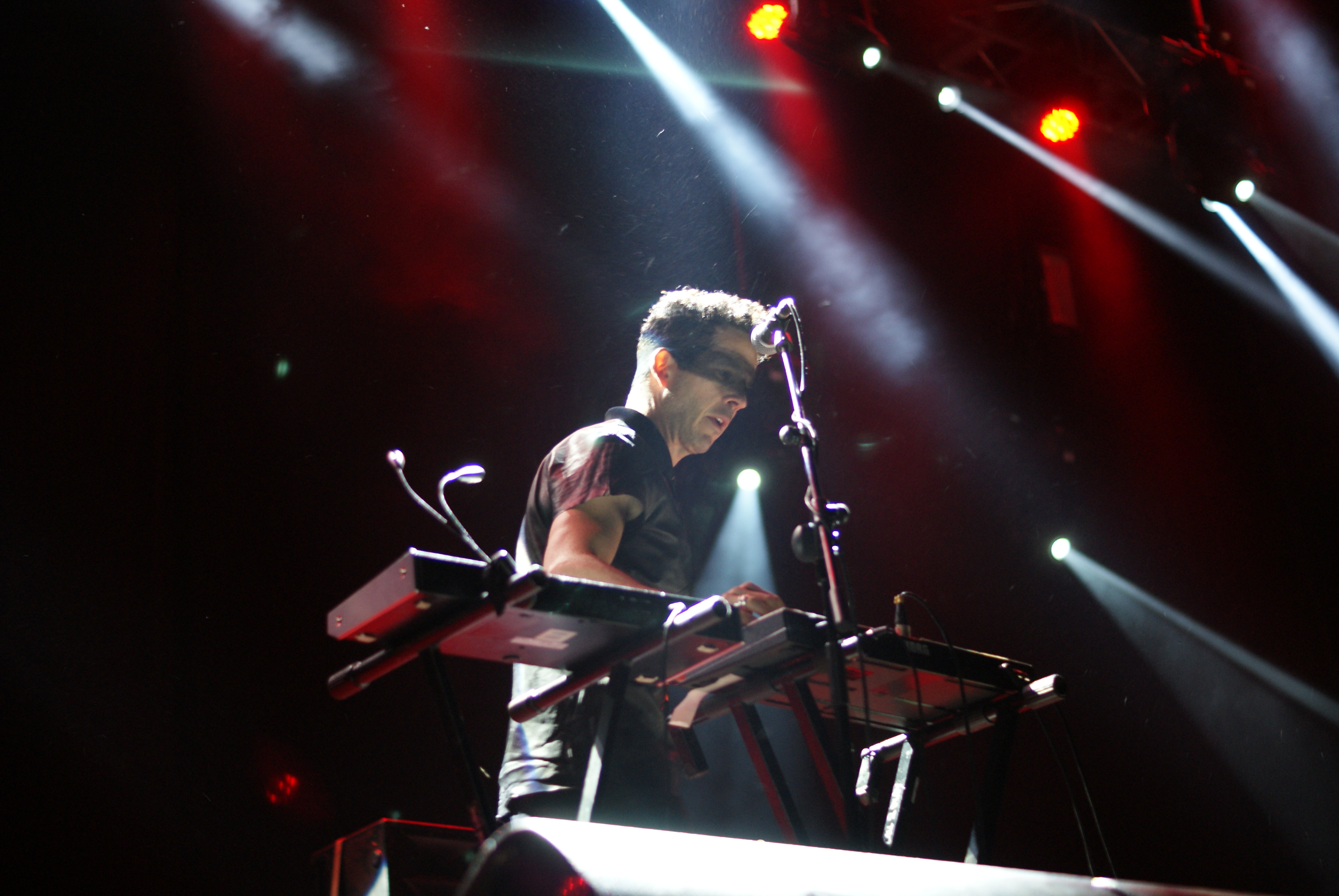
Andrew Armstrong en 2016.

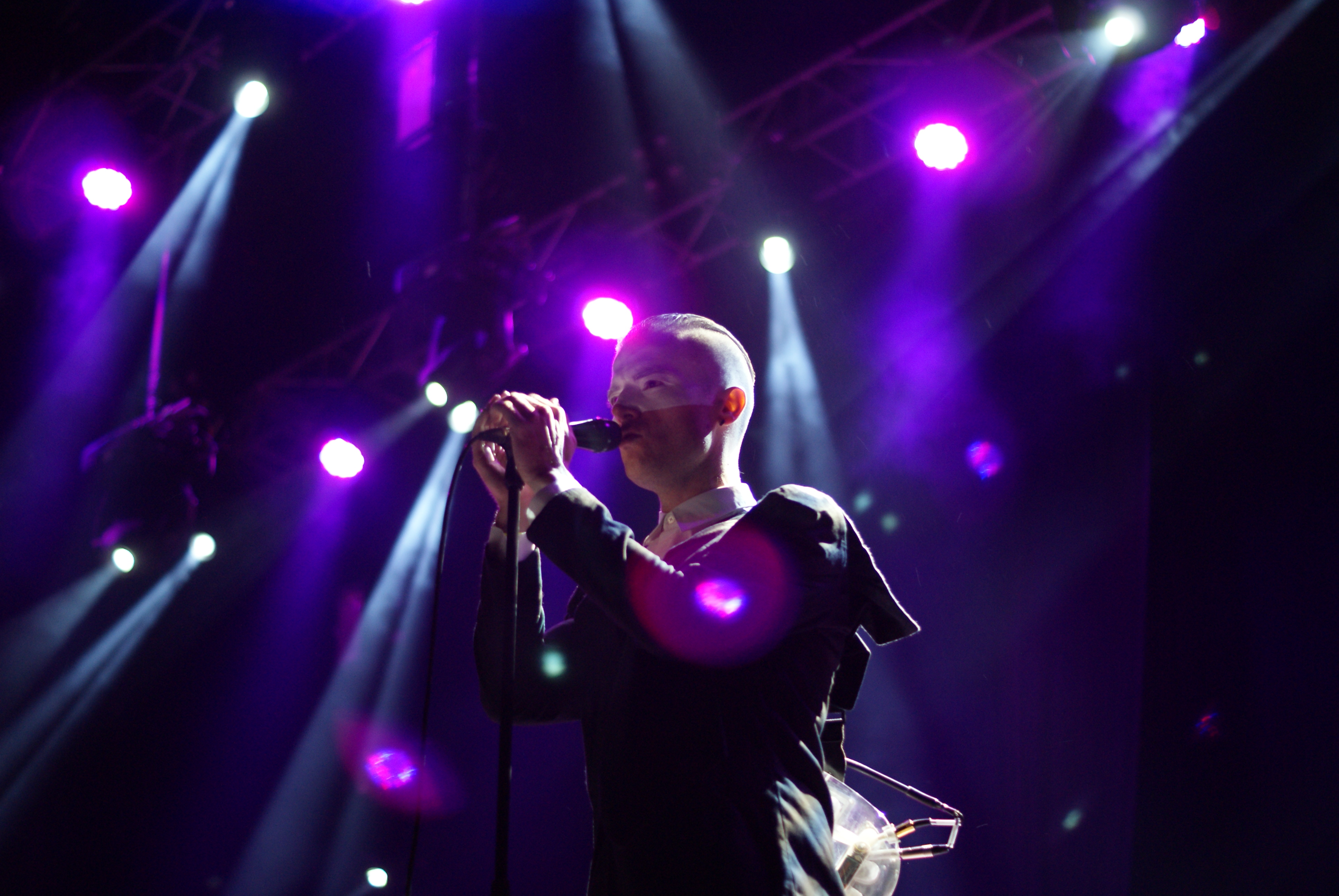
Ra Black en 2016.

### Álbumes de estudio
- Around the Sun (2011)
- Abnocto (2015)
- Re|Vision (2015)
- Mid:Night (2019)
- Syzygy (2021)

### Extended plays
- Almost Human (2014)

### Sencillos
| Título                                             | Año  | Álbum          |
| -------------------------------------------------- | ---- | -------------- |
| "Gold in the Fire"                                 | 2010 | Around the Sun |
| "The Phoenix Alive"                                | 2010 | Around the Sun |
| "Love Get Out of My Way"                           | 2010 | Around the Sun |
| "I Won't Let Go"                                   | 2011 | Around the Sun |
| "Maybe I'm Crazy"                                  | 2011 | Around the Sun |
| "You Don't Want to Dance with Me" (ft. Britt Love) | 2011 | Around the Sun |
| "Disintegration" (ft. Dita Von Teese)              | 2013 | Abnocto        |
| "Living Without You"                               | 2014 | Abnocto        |
| "Dancing in the Corner"                            | 2015 | Abnocto        |
| "Dance Like Hell"                                  | 2016 |                |

### Videoclips
| Título                                             | Año  | Director(es)                     |
| -------------------------------------------------- | ---- | -------------------------------- |
| "The Phoenix Alive"                                | 2010 | Nils Porrmann                    |
| "Love Get Out of My Way"                           | 2010 | Price James                      |
| "I Won't Let Go"                                   | 2011 | Roy Raz                          |
| "You Don't Want to Dance with Me" (ft. Britt Love) | 2011 | Ramy Dance                       |
| "Disintegration" (ft. Dita Von Teese)              | 2013 | Roy Raz                          |
| "Living Without You"                               | 2014 | Jimmy Ahlander y Robin Antiga    |
| "Almost Human"                                     | 2014 | Matthew Daily Young              |
| "The Beautiful Ones"                               | 2014 | Maud Regnault y Thomas Blanchard |
| "Black Widow"                                      | 2015 | Ross McElwain y Manos Ioannou    |
| "Hula Hoop 8000"                                   | 2017 | Virgili Jubero y Canada          |
| "Midnight"                                         | 2018 | Alberto Van Stokkum              |

### Remixes
| Título                                                            | Artista                           |
| ----------------------------------------------------------------- | --------------------------------- |
| "She Needs Me" (Monarchy Black Galaxy Remix)                      | Fyfe Dangerfield                  |
| "Hollywood" (Monarchy 'Gliese Remix')                             | Marina and the Diamonds           |
| "Acapella" (Monarchy Urania Club Mix)                             | Kelis                             |
| "Starry Eyed" (Monarchy 'The Horse Head Nebular' Remix)           | Ellie Goulding                    |
| "Dance in the Dark" (Monarchy 'Stylites' Remix)                   | Lady Gaga                         |
| "White Knuckle Ride" (Monarchy Remix)                             | Jamiroquai                        |
| "Sister Marie Says" (Monarchy Twin Galaxies Remix)                | Orchestral Manoeuvres in the Dark |
| "Better than Today" (Monarchy 'Kylie Through the Wormhole' Remix) | Kylie Minogue                     |